# Dietrich III. von Runst
Dietrich III. von Runst († 1417) war ein Benediktinermönch und von 1408 bis zu seinem Tod Fürstabt von Corvey. Ein namensgleiches Mitglied der Familie von Runst war bereits 1395 zum Corveyer Abt gewählt, dann aber „als vollkommen untauglich und unwürdig 1397 seines Amtes entsetzt“ worden, worauf er sich in das Kloster Helmarshausen zurückzog.

## Leben
Vor seiner Berufung als Abt von Corvey war Dietrich III. spätestens 1403 von Landgraf Hermann als Abt von Kloster Hasungen eingesetzt worden, nachdem im Jahr zuvor sein Bruder Friedrich Runst für ihn gegenüber dem Abt Hermann von Kloster Hardehausen quittiert hatte, dass ihm das Kloster nichts schulde. Auf Vermittlung Landgraf Hermanns als Schirmherr von Corvey wurde er 1407 auch hier zum Abt gewählt.
Im Gegensatz zu seinem Onkel Dietrich II. von Runst erwies er sich als eine durchaus fähige Persönlichkeit, die seine Aufgabe in der Rückgewinnung verlorener stiftischer Besitzungen sah, wobei er sich gegen die Ansprüche der Herzöge Bernhard und Heinrich von Braunschweig-Lüneburg und des Grafen Hermann VII. von Everstein durchsetzte. 1416 verkaufte er (mit Ausnahme des Kirchenlehens) die Rechte an dem an das Kloster Helmarshausen verpfändeten Dorf Haddenberg an Johann von Brochusen und Johann von Mense, nach deren Tod es an Corvey zurückfiel. 1417 erhob er zusammen mit dem Kölner Erzbischof Dietrich II. von Moers, seit 1415 Administrator des Hochstifts Paderborn, das bisherige Dorf Beverungen zur Stadt und erteilte das Recht zur Befestigung.